# Eleições estaduais na Bahia em 2018
As eleições estaduais na Bahia em 2018 foram realizadas em 7 de outubro, como parte das eleições gerais no Brasil. Os baianos aptos a votar elegeram seus representantes na seguinte proporção: trinta e nove deputados federais, dois senadores e sessenta e três deputados estaduais. De acordo com a legislação eleitoral, no caso nenhum dos candidatos ao cargo de governador atingir mais 
de 50% dos votos válidos, um segundo turno seria realizado em 28 de outubro.
O candidato Rui Costa (PT) foi reeleito já no primeiro turno com 75,5% dos votos.

## Candidatos

### Governador
| Candidato(a) a governador(a) | Candidato(a) a governador(a) | Candidato(a) a governador(a) | Candidato(a) a vice-governador(a) | Número | Coligação/Partido                                                                                       |
| ---------------------------- | ---------------------------- | ---------------------------- | --------------------------------- | ------ | --- |
|                              |                              | Célia Sacramento REDE        | José Itemário REDE                | 18     | REDE (sem coligação)                                                                                    |
|                              |                              | João Henrique PRTB           | Antônia Santos PRTB               | 28     | Bahia Acima de Tudo, Deus Acima de Todos (PRTB, PSL)                                                    |
|                              |                              | João Santana MDB             | Jeane Cruz MDB                    | 15     | Pra Mudar de Verdade (MDB, DC)                                                                          |
|                              |                              | José Ronaldo DEM             | Mônica Bahia PSDB                 | 25     | Coragem Para Mudar a Bahia (DEM, PSDB, PSC, PTB, PRB, SD, PATRI, PV, PPL)                               |
|                              |                              | Marcos Mendes PSOL           | Mira Alves PSOL                   | 50     | PSOL (sem coligação)                                                                                    |
|                              |                              | Orlando Andrade PCO          | Silvano Alves PCO                 | 29     | PCO (sem coligação)                                                                                     |
|                              |                              | Rui Costa PT                 | João Leão PP                      | 13     | Mais Trabalho Por Toda Bahia (PT, PP, PSD, PDT, PSB, PCdoB, PR, PRP, PMB, PODE, AVANTE, PMN, PROS, PTC) |

### Senador
| Candidato(a) a senador | Candidato(a) a senador | Candidato(a) a senador    | Candidatos a suplente                                   | Número | Coligação/Partido                                                                                       |
| ---------------------- | ---------------------- | ------------------------- | ------------------------------------------------------- | ------ | --- |
|                        |                        | Adroaldo Santos PCO       | 1º: Valdir Santos (PCO) 2º: Almir Cabral (PCO)          | 290    | PCO (sem coligação)                                                                                     |
|                        |                        | Angelo Coronel PSD        | 1º: Davidson Magalhães (PCdoB) 2º: Sílvia Cardoso (PRP) | 555    | Mais Trabalho Por Toda Bahia (PT, PP, PSD, PDT, PSB, PCdoB, PR, PRP, PMB, PODE, AVANTE, PMN, PROS, PTC) |
|                        |                        | Jaques Wagner PT          | 1º: Bebeto Galvão (PSB) 2º: Luciana Leão (PR)           | 130    | Mais Trabalho Por Toda Bahia (PT, PP, PSD, PDT, PSB, PCdoB, PR, PRP, PMB, PODE, AVANTE, PMN, PROS, PTC) |
|                        |                        | Celsinho Cotrim PRTB      | 1º: Andrei Góes (PRTB) 2º: Gílson Presídio (PRTB)       | 280    | Bahia Acima de Tudo, Deus Acima de Todos (PRTB, PSL)                                                    |
|                        |                        | Comandante Rangel PSL     | 1º: Tenório Filho (PRTB) 2º: Vilson Coutinho (PRTB)     | 170    | Bahia Acima de Tudo, Deus Acima de Todos (PRTB, PSL)                                                    |
|                        |                        | Fábio Nogueira PSOL       | 1º: Bernadete Souza (PSOL) 2º: Kléber Rosa (PSOL)       | 500    | PSOL (sem coligação)                                                                                    |
|                        |                        | Francisco José REDE       | 1º: Ana Dalva Batista (REDE) 2º: João Gonçalves (REDE)  | 188    | REDE (sem coligação)                                                                                    |
|                        |                        | Irmão Lázaro PSC          | 1º: Ivanilson Gomes (PV) 2º: Eliel Santana (PSC)        | 200    | Coragem Para Mudar a Bahia (DEM, PSDB, PSC, PTB, PRB, SD, PATRI, PV, PPL)                               |
|                        |                        | Jutahy Magalhães Jr. PSDB | 1º: Eremita Mota (PSDB) 2º: Julio Santos (PRB)          | 456    | Coragem Para Mudar a Bahia (DEM, PSDB, PSC, PTB, PRB, SD, PATRI, PV, PPL)                               |
|                        |                        | Jorge Vianna MDB          | 1º: Jorge Rios (MDB) 2º: Alceu Barros (MDB)             | 150    | Pra Mudar de Verdade (MDB, DC)                                                                          |
|                        |                        | Marcos Maurício DC        | 1º: Marcelo Barreto (DC) 2º: Antônio Albino (DC)        | 277    | Pra Mudar de Verdade (MDB, DC)                                                                          |

## Pesquisas de intenção de voto

### Governo do Estado
| Período da pesquisa            | Instituto          | Margem de erro | Candidato | Candidato     | Candidato       | Candidato     | Candidato    | Candidato     | Candidato     | Brancos ou Nulos | Nenhum ou Não sabe |
| Período da pesquisa            | Instituto          | Margem de erro | Rui (PT)  | Ronaldo (DEM) | Henrique (PRTB) | Marcos (PSOL) | Célia (REDE) | Santana (MDB) | Andrade (PCO) | Brancos ou Nulos | Nenhum ou Não sabe |
| ------------------------------ | ------------------ | -------------- | --------- | ------------- | --------------- | ------------- | ------------ | ------------- | ------------- | ---------------- | ------------------ |
| 24/04 a 30 de abril de 2018    | P&A Bahia Noticias | ±3%            | 47.9%     | 6.5%          | 1.7%            | 0.7%          | x            | x             | x             | x                | 37.7%              |
| 23/05 a 28 de maio de 2018     | Paraná Pesquisas   | ±2,5%          | 58,8%     | 9,5%          | 5,8%            | 1,8%          | x            | 1,3%          | x             | 15,8%            | 5,9%               |
| 16/08 a 17 de agosto de 2018   | Real Time Big Data | ±3%            | 51%       | 18%           | 1%              | 1%            | 0%           | 1%            | 0%            | 10%              | 18%                |
| 19/08 a 21 de agosto de 2018   | Ibope              | ±3%            | 50%       | 8%            | 3%              | 2%            | 1%           | 1%            | 1%            | 22%              | 12%                |
| 15/09 a 17 de setembro de 2018 | Ibope              | ±3%            | 60%       | 7%            | 2%              | 1%            | 1%           | 1%            | 1%            | 17%              | 10%                |
| 23/09 a 25 de setembro de 2018 | Ibope              | ±3%            | 61%       | 10%           | 2%              | 1%            | 1%           | 1%            | 0%            | 13%              | 11%                |
| 04/10 a 6 de outubro de 2018   | Ibope              | ±3%            | 62%       | 14%           | 2%              | 1%            | 1%           | 1%            | 1%            | 11%              | 8%                 |

### Senado Federal
Levando em conta que para o Senado o eleitor irá votar duas vezes, as pesquisas possuem um universo de 200%.
| Período da pesquisa            | Instituto          | Margem de erro | Candidato   | Candidato    | Candidato     | Candidato     | Candidato    | Candidato       | Candidato     | Candidato    | Candidato   | Candidato    | Candidato     | Brancos ou Nulos | Não sabe |
| Período da pesquisa            | Instituto          | Margem de erro | Wagner (PT) | Lázaro (PSC) | Jutahy (PSDB) | Coronel (PSD) | Vianna (MDB) | Nogueira (PSOL) | Maurício (DC) | Rangel (PSL) | José (REDE) | Santos (PCO) | Cotrim (PRTB) | Brancos ou Nulos | Não sabe |
| ------------------------------ | ------------------ | -------------- | ----------- | ------------ | ------------- | ------------- | ------------ | --------------- | ------------- | ------------ | ----------- | ------------ | ------------- | ---------------- | -------- |
| 16/08 a 17 de agosto de 2018   | Real Time Big Data | ±3%            | 36%         | 15%          | 10%           | 10%           | 1%           | 0%              | 2%            | 1%           | 0%          | 0%           | 2%            | 59%              | 64%      |
| 19/08 a 21 de agosto de 2018   | Ibope              | ±3%            | 34%         | 23%          | 14%           | 7%            | 6%           | 5%              | 5%            | 4%           | 3%          | 1%           | 1%            | 61%              | 36%      |
| 15/09 a 17 de setembro de 2018 | Ibope              | ±3%            | 41%         | 22%          | 11%           | 15%           | 4%           | 4%              | 3%            | 3%           | 1%          | 1%           | 0%            | 53%              | 41%      |
| 23/09 a 25 de setembro de 2018 | Ibope              | ±3%            | 43%         | 26%          | 14%           | 22%           | 4%           | 4%              | 2%            | 4%           | 2%          | 1%           | 1%            | 45%              | 31%      |
| 04/10 a 6 de outubro de 2018   | Ibope              | ±3%            | 44%         | 30%          | 13%           | 27%           | 4%           | 3%              | 3%            | 4%           | 2%          | 1%           | 1%            | 39%              | 29%      |

## Debates televisivos
| Data                   | Organizadores              | Mediador      | Rui (PT) | Ronaldo (DEM) | Henrique (PRTB) | Marcos (PSOL) | Célia (REDE)  | Santana (MDB) | Andrade (PCO) |
| ---------------------- | -------------------------- | ------------- | -------- | ------------- | --------------- | ------------- | ------------- | ------------- | ------------- |
| 16 de agosto de 2018   | Band Bahia                 | Carolina Rosa | Presente | Presente      | Presente        | Presente      | Presente      | Presente      | Não convidado |
| 20 de setembro de 2018 | TVE Bahia                  | Rita Batista  | Presente | Presente      | Presente        | Presente      | Presente      | Presente      | Não convidado |
| 29 de setembro de 2018 | RecordTV Itapoan           | Carla Cecato  | Ausente  | Presente      | Presente        | Presente      | Não convidada | Presente      | Não convidado |
| 2 de outubro de 2018   | Rede Bahia                 | Márcio Gomes  | Presente | Presente      | Presente        | Presente      | Não convidada | Presente      | Não convidado |
| 4 de outubro de 2018   | TV Aratu, Folha de S.Paulo | Casemiro Neto | Ausente  | Presente      | Presente        | Presente      | Presente      | Presente      | Não convidado |

## Resultados

### Governador
| Candidato(a)             | Vice                     | 1.º turno 7 de outubro de 2018 | 1.º turno 7 de outubro de 2018 |
| Candidato(a)             | Vice                     | Total                          | Percentagem                    |
| ------------------------ | ------------------------ | ------------------------------ | ------------------------------ |
| Rui Costa (PT)           | João Leão (PP)           | 5.096.062                      | 75,50%                         |
| José Ronaldo (DEM)       | Mônica Bahia (PSDB)      | 1.502.266                      | 22,26%                         |
| Marcos Mendes (PSOL)     | Mira Alves (PSOL)        | 44.702                         | 0,66%                          |
| João Henrique (PRTB)     | Antônia Santos (PRTB)    | 38.960                         | 0,58%                          |
| João Santana (MDB)       | Jeane Cruz (MDB)         | 33.266                         | 0,49%                          |
| Célia Sacramento (REDE)  | José Itamário (REDE)     | 31.198                         | 0,46%                          |
| Orlando Andrade (PCO)    | Silvano Alves (PCO)      | 3.100                          | 0,05%                          |
| → Total de votos válidos | → Total de votos válidos | 6.749.554                      | 81,96%                         |
| → Votos em branco        | → Votos em branco        | 314.605                        | 3,82%                          |
| → Votos nulos            | → Votos nulos            | 1.170.405                      | 14,21%                         |
| Total                    | Total                    | 8.235.310                      | 79,26%                         |
| Abstenções               | Abstenções               | 2.154.937                      | 20,74%                         |
| Total de inscritos       | Total de inscritos       | 10.390.247                     | 100%                           |

| Partido | Partido | Candidato    | Votos     | Votos (%) |
| ------- | ------- | ------------ | --------- | --------- |
|         | PT      | Rui Costa    | 5 096 062 | 75,5%     |
|         | DEM     | José Ronaldo | 1 502 266 | 22,26%    |
|         | PSOL    | Marcos       | 44 702    | 0,66%     |
|         | PRTB    | Henrique     | 38 960    | 0,58%     |
|         | MDB     | Santana      | 33 266    | 0,49%     |
|         | REDE    | Célia        | 31 198    | 0,46%     |
|         | PCO     | Andrade      | 3 100     | 0,05%     |
| Totais  | Totais  | Totais       | 6 749 554 |           |

### Senador
| Senador - Esquema Gráfico | Senador - Esquema Gráfico | Senador - Esquema Gráfico | Senador - Esquema Gráfico | Senador - Esquema Gráfico |
| ------------------------- | ------------------------- | ------------------------- | ------------------------- | ------------------------- |
|                           |                           |                           |                           |                           |
| Wagner                    | Wagner                    |                           | 35,71%                    | 35,71%                    |
| Coronel                   | Coronel                   |                           | 32,97%                    | 32,97%                    |
| Lázaro                    | Lázaro                    |                           | 15,37%                    | 15,37%                    |
| Jutahy                    | Jutahy                    |                           | 7,96%                     | 7,96%                     |
| Rangel                    | Rangel                    |                           | 4,85%                     | 4,85%                     |
| Nogueira                  | Nogueira                  |                           | 1,39%                     | 1,39%                     |
| Viana                     | Viana                     |                           | 0,51%                     | 0,51%                     |
| José                      | José                      |                           | 0,37%                     | 0,37%                     |
| Cotrim                    | Cotrim                    |                           | 0,34%                     | 0,34%                     |
| Maurício                  | Maurício                  |                           | 0,33%                     | 0,33%                     |
| Santos                    | Santos                    |                           | 0,18%                     | 0,18%                     |
| Brancos e Nulos           | Brancos e Nulos           |                           | 27,68%                    | 27,68%                    |
| Abstenções                | Abstenções                |                           | 20,74%                    | 20,74%                    |

| Candidato                   | 7 de outubro de 2018 | 7 de outubro de 2018 |
| Candidato                   | Votação              | Votação              |
| Candidato                   | Total                | Percentagem          |
| --------------------------- | -------------------- | -------------------- |
| Jaques Wagner (PT)          | 4.253.331            | 35,71%               |
| Angelo Coronel (PSD)        | 3.927.598            | 32,97%               |
| Irmão Lázaro (PSC)          | 1.830.581            | 15,37%               |
| Jutahy Magalhães Jr. (PSDB) | 948.541              | 7,96%                |
| Comadante Rangel (PSL)      | 577.645              | 4,85%                |
| Fábio Nogueira (PSOL)       | 165.705              | 1,39%                |
| Jorge Viana (MDB)           | 60.907               | 0,51%                |
| Francisco José (REDE)       | 44.524               | 0,37%                |
| Celsinho Cotrim (PRTB)      | 41.055               | 0,34%                |
| Marcos Maurício (DC)        | 39.780               | 0,33%                |
| Adroaldo dos Santos (PCO)   | 21.182               | 0,18%                |
| Total de votos válidos      | 11.910.849           | 72,32%               |
| → Votos em branco           | 1.075.280            | 6,53%                |
| → Votos nulos               | 3.482.999            | 21,15%               |
| Total                       | 8.235.310            | 79,26%               |
| Abstenções                  | 2.154.937            | 20,74%               |
| Total de inscritos          | 10.390.247           | 100.00%              |

### Deputados federais eleitos
São relacionados os 39 candidatos eleitos que assumirão mandato na Câmara dos Deputados a partir de 1º de fevereiro de 2019.

Representação eleita - BA
  PT: 8
  DEM: 4
  PP: 4
  PSD: 4
  AVANTE: 2
  PCdoB: 2
  PDT: 2
  PHS: 2
  PR: 2
  PRB: 2
  PSB: 2
  PODE: 1
  PPL: 1
  PRP: 1
  PSDB: 1
  PSL: 1

| Nome                     | Partido | Votação | Percentual |
| Pastor Sargento Isidório | AVANTE  | 323.264 | 4,71%      |
| Otto Alencar Filho       | PSD     | 185.428 | 2,70%      |
| Bacelar Batista          | PODE    | 149.274 | 2,17%      |
| Dayane Pimentel          | PSL     | 136.742 | 1,99%      |
| Jorge Solla              | PT      | 135.657 | 1,98%      |
| Afonso Florence          | PT      | 130.548 | 1,90%      |
| Zé Neto                  | PT      | 129.196 | 1,88%      |
| Antonio Brito            | PSD     | 127.716 | 1,86%      |
| Alice Portugal           | PCdoB   | 126.595 | 1,84%      |
| Luiz Caetano             | PT      | 124.647 | 1,81%      |
| Waldenor Pereira         | PT      | 121.278 | 1,77%      |
| Valmir Assunção          | PT      | 118.313 | 1,72%      |
| Ronaldo Carletto         | PP      | 118.097 | 1,72%      |
| Josias Gomes             | PT      | 115.571 | 1,68%      |
| Marcelo Nilo             | PSB     | 115.277 | 1,68%      |
| Daniel Almeida           | PCdoB   | 114.213 | 1,66%      |
| Cacá Leão                | PP      | 106.592 | 1,56%      |
| Sérgio Brito             | PSD     | 105.427 | 1,54%      |
| Lídice da Mata           | PSB     | 104.348 | 1,52%      |
| Claudio Cajado           | PP      | 104.322 | 1,52%      |
| Elmar Nascimento         | DEM     | 103.823 | 1,51%      |
| Adolfo Viana             | PSDB    | 102.603 | 1,49%      |
| Mário Negromonte Júnior  | PP      | 102.512 | 1,49%      |
| Nelson Pelegrino         | PT      | 101.476 | 1,48%      |
| José Nunes Soares        | PSD     | 99.535  | 1,45%      |
| Márcio Marinho           | PRB     | 95.204  | 1,39%      |
| Félix Mendonça           | PDT     | 91.913  | 1,34%      |
| Arthur Maia              | DEM     | 88.908  | 1,29%      |
| João Carlos Bacelar      | PR      | 84.684  | 1,23%      |
| João Roma                | PRB     | 84.455  | 1,23%      |
| Paulo Azi                | DEM     | 84.090  | 1,22%      |
| José Alves Rocha         | PR      | 84.016  | 1,22%      |
| Leur Lomanto Júnior      | DEM     | 82.110  | 1,20%      |
| Uldúrico Júnior          | PPL     | 66.343  | 0,97%      |
| Alex Santana             | PDT     | 62.922  | 0,92%      |
| Igor Kannário            | PHS     | 54.858  | 0,80%      |
| Abílio Santana           | PHS     | 50.345  | 0,73%      |
| Tito Cordeiro            | AVANTE  | 48.899  | 0,71%      |
| Raimundo Costa           | PRP     | 38.829  | 0,57%      |

### Assembleia Legislativa

#### Partidos
|                       |                                          |            |            |          |               |      |  |  |  |  |
| Partidos              | Partidos                                 | Votos      | % de votos | Assentos | % de assentos | +/–  |  |  |  |  |
| PT                    | Partido dos Trabalhadores                | 1.124.678  | 16,13      | 10       | 15,87         | -1   |  |  |  |  |
| PSD                   | Partido Social Democrático               | 884.445    | 12,69      | 9        | 14,28         | +1   |  |  |  |  |
| DEM                   | Democratas                               | 697.461    | 10,00      | 7        | 11,11         | +1   |  |  |  |  |
| PP                    | Partido Progressista                     | 590.949    | 8,48       | 7        | 11,11         | +2   |  |  |  |  |
| PCdoB                 | Partido Comunista do Brasil              | 514.572    | 7,38       | 5        | 7,94          | +2   |  |  |  |  |
| PSDB                  | Partido da Social Democracia Brasileira  | 405.669    | 5,82       | 3        | 4,76          | –    |  |  |  |  |
| PSB                   | Partido Socialista Brasileiro            | 377.815    | 5,42       | 4        | 6,35          | +2   |  |  |  |  |
| PDT                   | Partido Democrático Trabalhista          | 293.276    | 4,21       | 3        | 4,76          | -2   |  |  |  |  |
| PSC                   | Partido Social Cristão                   | 278.223    | 3,99       | 3        | 4,76          | +1   |  |  |  |  |
| PR                    | Partido da República                     | 210.087    | 3,01       | 1        | 1,59          | –    |  |  |  |  |
| PSL                   | Partido Social Liberal                   | 193.105    | 2,77       | 2        | 3,17          | +1   |  |  |  |  |
| PODE                  | Podemos                                  | 173.367    | 2,49       | 1        | 1,59          | -2   |  |  |  |  |
| PRB                   | Partido Republicano Brasileiro           | 150.298    | 2,16       | 2        | 3,17          | –    |  |  |  |  |
| AVANTE                | Avante                                   | 127.341    | 1,83       | 1        | 1,59          | +1   |  |  |  |  |
| PATRI                 | Patriota                                 | 121.979    | 1,75       | 1        | 1,59          | +1   |  |  |  |  |
| PSOL                  | Partido Socialismo e Liberdade           | 112.322    | 1,61       | 1        | 1,59          | +1   |  |  |  |  |
| SD                    | Solidariedade                            | 94.771     | 1,36       | 0        | 0             | –    |  |  |  |  |
| MDB                   | Movimento Democrático Brasileiro         | 88.928     | 1,28       | 1        | 1,59          | -5   |  |  |  |  |
| PRP                   | Partido Republicano Progressista         | 87.384     | 1,25       | 1        | 1,59          | -1   |  |  |  |  |
| PTC                   | Partido Trabalhista Cristão              | 81.378     | 1,17       | 0        | 0             | –    |  |  |  |  |
| PPL                   | Partido Pátria Livre                     | 70.485     | 1,01       | 0        | 0             | Novo |  |  |  |  |
| PPS                   | Partido Popular Socialista               | 51.771     | 0,74       | 0        | 0             | –    |  |  |  |  |
| PHS                   | Partido Humanista da Solidariedade       | 51.757     | 0,74       | 1        | 1,59          | +1   |  |  |  |  |
| PV                    | Partido Verde                            | 40.150     | 0,58       | 0        | 0             | -2   |  |  |  |  |
| PTB                   | Partido Trabalhista Brasileiro           | 39.708     | 0,57       | 0        | 0             | –    |  |  |  |  |
| PMB                   | Partido da Mulher Brasileira             | 32.980     | 0,47       | 0        | 0             | Novo |  |  |  |  |
| DC                    | Democracia Cristã                        | 30.380     | 0,44       | 0        | 0             | –    |  |  |  |  |
| REDE                  | Rede Sustentabilidade                    | 21.801     | 0,31       | 0        | 0             | Novo |  |  |  |  |
| PRTB                  | Partido Renovador Trabalhista Brasileiro | 13.377     | 0,19       | 0        | 0             | –    |  |  |  |  |
| PMN                   | Partido da Mobilização Nacional          | 5.425      | 0,08       | 0        | 0             | –    |  |  |  |  |
| PROS                  | Partido Republicano da Ordem Social      | 4.796      | 0,07       | 0        | 0             | -1   |  |  |  |  |
| PCO                   | Partido da Causa Operária                | 866        | 0.01       | 0        | 0             | –    |  |  |  |  |
| Votos nulos/brancos   | Votos nulos/brancos                      | 1.263.020  | –          | –        |               | –    |  |  |  |  |
| Total                 | Total                                    | 8.234.564  | 100        | 63       |               | 0    |  |  |  |  |
| Eleitores registrados | Eleitores registrados                    | 10.390.247 |            | –        |               | –    |  |  |  |  |

#### Deputados estaduais eleitos
São relacionados os 63 candidatos eleitos que assumirão mandato na Assembleia Legislativa da Bahia a partir de 1º de fevereiro de 2019.

Representação eleita - BA
  PT: 10
  PSD: 9
  DEM: 7
  PP: 7
  PCdoB: 5
  PSB: 4
  PSDB: 3
  PDT: 3
  PSC: 3
  PSL: 2
  PRB: 2
  PR: 1
  PSOL: 1
  PODE: 1
  AVANTE: 1
  PATRI: 1
  MDB: 1
  PHS: 1
  PRP: 1

| Nome                  | Partido | Votação | Percentual |
| João Isidório         | AVANTE  | 110.540 | 1,59%      |
| Rosemberg             | PT      | 101.945 | 1,46%      |
| Diego Coronel         | PSD     | 100.274 | 1,44%      |
| Zé Raimundo           | PT      | 94.014  | 1,35%      |
| Eduardo Salles        | PP      | 89.123  | 1,28%      |
| Rogério Andrade Filho | PSD     | 85.968  | 1,23%      |
| Alex da Piatã         | PSD     | 83.209  | 1,19%      |
| Alex Lima             | PSB     | 82.038  | 1,18%      |
| Adolfo Menezes        | PSD     | 80.817  | 1,16%      |
| Ivana Bastos          | PSD     | 76.605  | 1,10%      |
| Adalberto Barreto     | PCdoB   | 74.671  | 1,07%      |
| Marcelinho Veiga      | PSB     | 70.612  | 1,01%      |
| Fátima Nunes          | PT      | 69.663  | 1,00%      |
| Roberto Carlos        | PDT     | 69.440  | 1,00%      |
| Targino Machado       | DEM     | 67.164  | 0,96%      |
| Antônio Henrique Jr.  | PP      | 66.754  | 0,96%      |
| Jusmari               | PSD     | 66.318  | 0,95%      |
| José de Arimateia     | PRB     | 65.946  | 0,95%      |
| Nelson Leal           | PP      | 65.478  | 0,94%      |
| Robinson              | PT      | 65.295  | 0,94%      |
| Pedro Tavares         | DEM     | 64.272  | 0,92%      |
| Sandro Régis          | DEM     | 64.268  | 0,92%      |
| Marcell Moraes        | PSDB    | 64.219  | 0,92%      |
| Samuel Junior         | PDT     | 101.476 | 1,48%      |
| Luciano Simões        | DEM     | 63.627  | 0,91%      |
| Alan Castro           | PSD     | 62.500  | 0,90%      |
| Vitor Bonfim          | PR      | 61.165  | 0,88%      |
| Eduardo Alencar       | PSD     | 59.891  | 0,86%      |
| Zé Cocá               | PP      | 59.380  | 0,85%      |
| Marquinho Viana       | PSB     | 59.020  | 0,85%      |
| Olívia Santana        | PCdoB   | 57.755  | 0,83%      |
| Jurailton Santos      | PRB     | 57.735  | 0,83%      |
| Bobô                  | PCdoB   | 57.716  | 0,83%      |
| Tom Araujo            | DEM     | 57.570  | 0,83%      |
| Paulo Câmara          | PSDB    | 55.881  | 0,80%      |
| Léo Prates            | DEM     | 55.018  | 0,79%      |
| Laerte do Vando       | PSC     | 55.007  | 0,79%      |
| Fabiola Mansur        | PSB     | 54.444  | 0,78%      |
| Euclides Fernandes    | PDT     | 53.086  | 0,76%      |
| Soldado Prisco        | PSC     | 53.065  | 0,76%      |
| Marcelino Galo        | PT      | 52.027  | 0,75%      |
| Neusa Cadore          | PT      | 51.835  | 0,74%      |
| Robinho Silva         | PP      | 51.745  | 0,74%      |
| Fabrício              | PCdoB   | 51.620  | 0,74%      |
| Aderbal Caldas        | PP      | 51.480  | 0,74%      |
| Mirela Macedo         | PSD     | 50.357  | 0,72%      |
| Jacó Almeida          | PT      | 49.749  | 0,71%      |
| David Rios            | PSDB    | 49.504  | 0,71%      |
| Jânio Natal           | PODE    | 49.497  | 0,71%      |
| Alan Sanches          | DEM     | 49.050  | 0,70%      |
| Paulo Rangel          | PT      | 48.296  | 0,69%      |
| Maria Del Carmen      | PT      | 48.147  | 0,69%      |
| Jurandy Oliveira      | PRP     | 47.432  | 0,68%      |
| Osni Cardoso          | PT      | 46.212  | 0,66%      |
| Niltinho              | PP      | 46.174  | 0,66%      |
| Crisóstomo Lima       | PCdoB   | 43.347  | 0,62%      |
| Walisson Torres       | PSC     | 40.632  | 0,58%      |
| Capitão Alden         | PSL     | 39.732  | 0,57%      |
| Hilton Coelho         | PSOL    | 35.733  | 0,51%      |
| Pastor Tom            | PATRI   | 29.335  | 0,42%      |
| Katia Oliveira        | MDB     | 27.206  | 0,39%      |
| Talita Oliveira       | PSL     | 26.096  | 0,37%      |
| Junior Muniz          | PHS     | 21.058  | 0,30%      |